# 10966 van der Hucht
10966 van der Hucht eller 3308 T-1 är en asteroid i huvudbältet som upptäcktes den 26 mars 1971 av den nederländsk-amerikanske astronomen Tom Gehrels och det nederländska astronomparet Ingrid van Houten-Groeneveld och Cornelis Johannes van Houten vid Palomarobservatoriet. Den är uppkallad efter astronomen Karel A. van der Hucht.
Asteroiden har en diameter på ungefär 8 kilometer och den tillhör asteroidgruppen Themis.